# چبولاجیک اسید
چبولاجیک اسید (به انگلیسی: Chebulagic acid) با فرمول شیمیایی C41H30O27 یک ترکیب شیمیایی با شناسه پاب‌کم 12400 است. که جرم مولی آن ۹۵۴٫۶۶ گرم بر مول می‌باشد. 